# Rumson
Rumson is een plaats (borough) in de Amerikaanse staat New Jersey, en valt bestuurlijk gezien onder Monmouth County.

## Demografie
Bij de volkstelling in 2000 werd het aantal inwoners vastgesteld op 7137.
In 2006 is het aantal inwoners door het United States Census Bureau geschat op 7194, een stijging van 57 (0.8%). Rumson's bekendste inwoner is de zanger Bruce Springsteen.

## Geografie
Volgens het United States Census Bureau beslaat de plaats een oppervlakte van
18,7 km², waarvan 13,5 km² land en 5,2 km² water.

## Plaatsen in de nabije omgeving
De onderstaande figuur toont nabijgelegen plaatsen in een straal van 8 km rond Rumson.